# Johanna Mo
Johanna Mo (Kalmar, 27 maart 1976) is een Zweeds schrijfster van misdaadromans. Ze debuteerde in 2007 met haar eerste roman maar brak pas in 2013 door met haar misdaadromans.

## Biografie
Johanna Mo groeide op in Kalmar. Ze studeerde aan de Universiteit van Stockholm en werkte als freelanceredacteur, vertaler en boekrecensent. Mo maakte haar literaire debuut in 2007 met de roman Får i mig mer liv than jag är va vid (uitgeverij Modernista). De roman kreeg gemengde maar overwegend positieve recensies. Haar tweede roman, Precis så illa är det (Modernista, 2010), kreeg positieve recensies.
In 2013 kwam haar eerste misdaadroman uit, Döden tänkte jag mig så (uitgeverij Forum) waardoor ze doorbrak in Zweden. Het boek draait om de vrouwelijke politiecommissaris Helena Mobacke. Tussen 2015 en 2019 volgden nog drie delen in deze reeks.
De Eilandmoordenreeks (Ölandsbrotten) met rechercheur Hanna Duncker in de hoofdrol zorgde voor haar internationale doorbraak. Het eerste boek uit de reeks, Nattsångaren (De nachtegaal) uit 2020 werd in meerdere talen vertaald, onder andere in het Nederlands.

### Romans
- Får i mig mer liv än jag är van vid, 2007
- Precis så illa är det, 2010

### Misdaadromans
- Svarta änkan, 2019

#### Helena Mobacke-reeks
- Döden tänkte jag mig så, 2013
- Vänd om och var stilla, 2014
- Allting trasigt ska bli helt, 2015
- Jag var tvungen att gå, 2019

#### Ölandsbrotten-reeks (Eilandmoorden-reeks)
- Nattsångaren, 2020 (Nederlands: De nachtegaal)
- Skuggliljan, 2021 (Nederlands: De schaduwlelie)
- Mittlandet, 2022 (Nederlands: Het donkere woud)
- Darrgräset, 2023 (Nederlands: De ochtendnevel)